# José Palomar y Vizcarra
José Federico Elías Miguel Palomar y Vizcarra (Guadalajara, 1876-Ciudad de México, 1918) fue un político mexicano durante la Revolución mexicana y en la dictadura de Victoriano Huerta.

## Biografía
José Palomar y Vizcarra fue director de la Penitenciaría de Escobedo en Jalisco sucediendo a Leónides Íñiguez de la Torre; posteriormente fue diputado federal en 1913 por el Estado de Jalisco en la XXVI Legislatura del Congreso de la Unión de México siendo suplente Leoncio R. Blanco. Comenzó su periodo sucediendo a su cuñado Francisco Escudero como diputado a partir de la aprehensión del entonces presidente Francisco I. Madero, el vicepresidente José María Pino Suárez y el gabinete presidencial por el general Victoriano Huerta. Terminó su periodo como diputado cuando Huerta llevó a cabo la disolución del Congreso el 10 de octubre de 1914.

## Familia
Nació en 1876 en la ciudad de Guadalajara, Jalisco como el primogénito del matrimonio formado por Miguel Evaristo Palomar y García-Sancho y Dolores Vizcarra y Portillo. Por vía paterna era nieto de José Palomar y Rueda, caballero de la Orden de Guadalupe, industrial, benefactor y gobernador de Jalisco. Por vía materna descendía de los marqueses de Pánuco. Fue hermano suyo el líder cristero Miguel Palomar y Vizcarra, caballero de la Orden Pontificia de San Gregorio Magno.
Contrajo matrimonio con Margarita Escudero y López-Portillo, perteneciente a una familia vinculada también a la política y literatura de México al ser nieta del gobernador Jesús López-Portillo y Serrano, hermana de Francisco Escudero y López-Portillo (diputado federal por el Estado de Sonora y Jalisco, ministro de Relaciones Exteriores durante la Presidencia de Venustiano Carranza, ministro de Hacienda y Fomento) y prima hermana del académico José López Portillo y Weber, padre del presidente de México José López Portillo. José Palomar y Margarita Escudero tuvieron 6 hijos. Murió en 1918 en la Ciudad de México.